# Boloria thalia
Boloria thalia är en fjärilsart som beskrevs av Eugen Johann Christoph Esper 1790. Boloria thalia ingår i släktet Boloria och familjen praktfjärilar. Inga underarter finns listade i Catalogue of Life.